# Klein Süstedt
Klein Süstedt ist ein Ortsteil der Hansestadt Uelzen im niedersächsischen Landkreis Uelzen. In Klein Süstedt wohnen ca. 300 Einwohner.   

## Geografie und Verkehrsanbindung
Der Ort liegt südwestlich des Kernbereichs von Uelzen.
Die Bundesstraße B 71 verläuft nördlich. Die B 4 und die B 191 verlaufen südöstlich und benutzen auf diesem Streckenabschnitt die gleiche Straße. 
Klein Süstedt liegt an der Bahnstrecke Lehrte–Hamburg-Harburg.

## Bauwerke

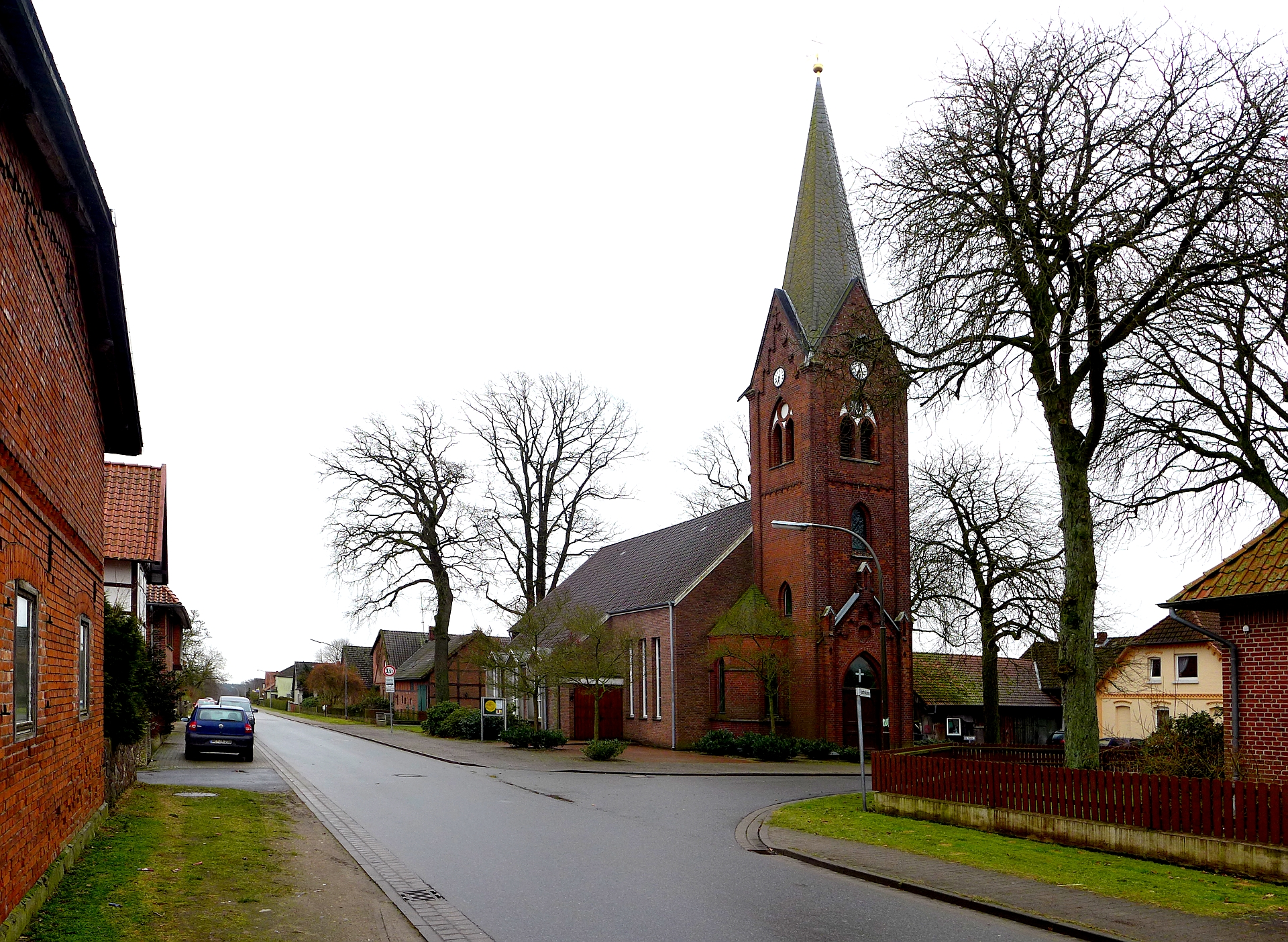
Zionskirche in Klein Süstedt

Der 1905 fertiggestellte Westturm der Zionskirche steht heute unter Denkmalschutz. 1969 wurde das heutige Kirchenschiff der Zionskirche aus Backstein fertiggestellt, das einen zu klein gewordenen Fachwerkbau ersetzte.